# Carlos Moyà
Pour les articles homonymes, voir Moya.
Moyà  Llompart est un nom espagnol. Le premier nom de famille, en général paternel, est Moyà ; le second, en général maternel, souvent omis, est Llompart.
Carlos Moyà Llompart (Carles Moyà i Llompart en catalan), né le 27 août 1976 à Palma de Majorque, est un ancien joueur de tennis espagnol, professionnel entre 1995 et 2010, devenu entraineur.
Bien qu'il joue avec la main droite, il est naturellement gaucher, ce qui est l'exact inverse de son ami Rafael Nadal. Sa surface de prédilection est la terre battue, surface sur laquelle il a remporté la majorité de ses titres. Sa carrière a duré de 1995 à 2010.
Sa meilleure saison fut l'année 1998 puisqu'il remporta son unique tournoi du Grand Chelem à Roland-Garros, il fut aussi demi-finaliste à l'US Open et finaliste au Masters. Ces bons résultats furent récompensés par une place de numéro 1 mondial en mars 1999, place qu'il occupa pendant deux semaines.
Il fit partie de l'équipe d'Espagne de Coupe Davis de 1996 à 2004, année où il a remporté le titre aux côtés de Rafael Nadal, Juan Carlos Ferrero et Tommy Robredo. En octobre 2013, il devient capitaine de l'équipe d'Espagne.
Après avoir passé l'année 2016 aux côtés de Milos Raonic, il devient en décembre 2016 l’entraîneur adjoint de Rafael Nadal.

## Biographie

### Carrière sportive

#### 1995-1996: Les débuts
Carlos Moyà commence sa carrière professionnelle en 1995 à 18 ans. Il remporte cette année-là son premier titre ATP à Buenos Aires.
En 1996, il participe à son premier tournoi du Grand Chelem en Australie, où il s'incline au premier tour face à Andrei Medvedev. Il dispute 3 finales ATP cette année-là et n'en remporte qu'une seule, à Umag, en Croatie. Il termine l'année à la 28e place mondiale.

#### 1997: La révélation
Carlos Moyà se révèle au grand public en atteignant la finale de l'Open d'Australie 1997. Il sort notamment au 1er tour en 5 sets Boris Becker, tenant du titre, et Michael Chang, numéro 2 mondial, en demi-finale. En finale, il est nettement dominé par le numéro 1 mondial Pete Sampras (6-2, 6-3, 6-3).
Une demi-finale à Monte-Carlo mis à part, l'Espagnol ne confirme pas cette belle prestation durant les mois suivants. Durant l'été cependant, il atteint 4 finales consécutives mais n'en remporte qu'une, à Long Island. C'est son premier titre sur dur.
7e mondial, Moyà se qualifie pour sa première Masters Cup en fin d'année. Vainqueur de Thomas Muster et de Pete Sampras, il se qualifie pour les demi-finales où il est battu par Ievgueni Kafelnikov.

#### 1998: Victoire à Roland-Garros
Moyà déçoit en début d'année en s'inclinant dès le 2e tour de l'Open d'Australie. Il réalise ensuite une tournée américaine médiocre.
En remportant le Masters de Monte-Carlo face à Cédric Pioline, l'Espagnol devient l'un des favoris de Roland-Garros. Tête de série numéro 12, il profite d'un tableau assez facile pour se hisser en finale, éliminant notamment le numéro 4 mondial Marcelo Ríos en quart de finale. En finale, il bat facilement son compatriote Àlex Corretja (6-3, 7-5, 6-3) remportant ainsi son unique titre en Grand Chelem.
Le gazon ne lui réussit pas mais il prouve sa polyvalence en atteignant les demi-finales de l'US Open. Il domine Michael Chang en 5 sets au 2e tour avant d'être stoppé aux portes de la finale par la révélation du tournoi Mark Philippoussis.
En fin d'année, il retrouve Àlex Corretja en finale des Masters pour une revanche de Roland-Garros après une victoire sur le fil face à Tim Henman. Alors qu'il mène 2 sets à 0, il s'incline finalement en 5 sets face à son compatriote (3-6, 3-6, 7-5, 6-3, 7-5). Il termine la saison à la 5e place mondiale.

#### 1999-2001: Baisse de régime
En mars 1999, Carlos Moyà atteint la finale du Masters d'Indian Wells où il est dominé sur le fil par Mark Philippoussis. Cette belle performance lui permet de devenir numéro 1 mondial durant 2 semaines. Après une saison en demi-teinte sur terre battue (quart de finale à Monte-Carlo et demi-finale à Hambourg), il est éliminé à la surprise générale en 1/8 de finale de Roland-Garros en 4 sets par le futur vainqueur Andre Agassi. La suite de la saison est catastrophique : éliminé au 2e tour à Wimbledon et à l'US Open, il ne dispute plus aucune finale ATP. Il chute à la 22e place mondiale.
En 2000, l'Espagnol n'est plus que l'ombre de lui-même. Ses seules performances notables sont une victoire à Estoril et un 1/8 de finale à l'US Open (il perd après avoir mené 2 sets à 0 face au futur finaliste Todd Martin). Il finit la saison à la 41e place mondiale.
Le début de saison 2001 de Moyà est encourageant. À l'Open d'Australie, après avoir éliminé Lleyton Hewitt en 5 sets jusqu'au bout du suspens, il est finalement battu en quart de finale, son meilleur résultat en Grand Chelem depuis plus de deux ans. Mais mis à part un titre à Umag, le reste de la saison est décevant. Il parvient tout de même à réintégrer le top 20 en fin d'année.

#### 2002-2004: De bons résultats
Avec un titre à Acapulco et une finale à Monte-Carlo perdue face à Juan Carlos Ferrero, Carlos Moyà devient un sérieux outsider à Roland-Garros. Mais il ne peut faire mieux qu'une défaite au 2e tour. L'Espagnol réalise ensuite un superbe été en remportant 3 titres consécutifs à Bastad, Umag et surtout au Masters de Cincinnati où il bat en finale le numéro 1 mondial Lleyton Hewitt. Mais là encore, il déçoit en Grand Chelem avec une défaite au 2e tour à l'US Open. Grâce à une demi-finale à Bercy, il se qualifie pour sa première Masters Cup depuis 1998. Il est éliminé en demi-finale par Juan Carlos Ferrero après avoir remporté tous ses matchs de poule. Il finit l'année à la 5e place mondiale avec 4 titres, son meilleur résultat.
L'année 2003 commence bien avec un titre à Buenos Aires et une finale au Masters de Miami où il est finalement stoppé par Andre Agassi. Après une victoire à Barcelone et une demi-finale à Monte-Carlo, il arrive enfin à briller à Roland-Garros où il n'est stoppé qu'en quart de finale par la surprise du tournoi le Hollandais Martin Verkerk au terme d'un match très serré (6-3, 6-4, 5-7, 4-6, 8-6). Le reste de la saison est moins bon avec notamment un 4e titre à Umag, un 1/8 de finale à l'US Open et une élimination dès les poules à la Masters Cup. Il est 7e mondial.
En 2004, Moyà réalise une superbe saison sur terre battue avec un titre à Acapulco, une demi-finale à Monte-Carlo mais surtout une victoire au Masters de Rome face à David Nalbandian. L'Espagnol fait dès lors partie des favoris de Roland-Garros. Mais après avoir survolé tous ses matchs, il est sèchement battu en 3 sets en quart de finale par Guillermo Coria (7-5, 7-6, 6-3). Il réalise ensuite un été acceptable avec un 1/8 de finale à Wimbledon (son meilleur résultat, il est battu par Lleyton Hewitt) et un quart à Cincinnati. Il finit l'année à la 5e place mondiale avec 3 titres après une défaite dès les poules aux Masters.

#### 2005-2010: Le déclin
En 2005, Carlos Moyà ne dépasse pas le 3e tour en Grand Chelem comme dans les Masters sauf à Indian Wells (quart de finale) et à Roland-Garros (1/8 de finale, battu par Roger Federer). Il finit l'année numéro 31 mondial avec un seul tournoi remporté à Chennai. Le déclin s'accentue en 2006 : l'Espagnol ne dépasse pas le 3e tour dans les tournois importants ; il remporte quand même son 3e titre à Buenos Aires.
Moyà connait un sursaut en 2007, année où il atteint deux quarts de finale en Grand Chelem : à Roland-Garros, où il n'est stoppé que par le maître des lieux Rafael Nadal et à l'US Open où il signe sa meilleure performance à New York depuis 1998 avant d'être éliminé par Novak Djokovic. Il remporte également son 5e et dernier titre à Umag, atteint les demi-finales de Hambourg et réintègre le top 20.
En 2008, Moyà atteint ses deux dernières finales ATP et réalise ses dernières belles performances en atteignant les quarts de finale de Cincinnati et de Hambourg. L'Espagnol dégringole ensuite au-delà de la 400e place mondiale en 2009 avant de prendre sa retraite en novembre 2010.

### Coupe Davis
Avec l'Espagne, Carlos Moyà a participé à deux finales de Coupe Davis. Il s'incline en 2003 face à l'Australie mais remporte le saladier d'argent l'année suivante face aux États-Unis. Lors de la finale, il apporte le premier point face à Mardy Fish (6-4, 6-2, 6-3) puis le point de la victoire en dominant le numéro 2 mondial Andy Roddick (6-2, 7-6, 7-6). Il est ainsi le grand artisan de la victoire de l'Espagne après n'avoir pas pu participer à la finale en 2000 face à l'équipe d'Australie.
En octobre 2013, il est nommé capitaine de l'équipe d'Espagne, succédant à Àlex Corretja.

### Carrière d'entraîneur
Il rejoindra en tant qu'entraîneur le staff du Canadien Milos Raonic de janvier à novembre 2016. Avec Carlos Moyà, Raonic aura été notamment en finale de Wimbledon, perdue face à Andy Murray (4-6, 63-7, 62-7).
Il devient en décembre 2016 l'entraîneur adjoint de Rafael Nadal aux côtés de Toni Nadal, s'impliquant également dans son académie[réf. nécessaire].

### Style de jeu
Carlos Moyà s'appuie essentiellement sur ses deux armes majeures le service, qu'il frappe généralement au-dessus des 200 km/h avec un rebond assez haut, et de son coup droit considéré comme l'un des meilleurs du circuit.

### Matériel
Il est sponsorisé par Nike (vêtements et chaussures) et utilise le modèle Pure Drive de chez Babolat tout au long de sa carrière.

## Palmarès

### En simple messieurs
| 20 titres en simple | 1 G. Chelem | 1 G. Chelem | 1 G. Chelem | 1 G. Chelem | 0 Masters | 0 Masters | 0 Masters   | 0 Masters   | 3 Masters 1000 | 3 Masters 1000 | 3 Masters 1000 | 3 Masters 1000 | 3 ATP 500           | 3 ATP 500           | 3 ATP 500           | 3 ATP 500           | 13 ATP 250          | 13 ATP 250          | 13 ATP 250     | 13 ATP 250     | 0 JO           | 0 JO           | 0 JO           | 0 JO           |
| 20 titres en simple | 4 sur dur   | 4 sur dur   | 4 sur dur   | 4 sur dur   | 4 sur dur | 4 sur dur | 0 sur gazon | 0 sur gazon | 0 sur gazon    | 0 sur gazon    | 0 sur gazon    | 0 sur gazon    | 16 sur terre battue | 16 sur terre battue | 16 sur terre battue | 16 sur terre battue | 16 sur terre battue | 16 sur terre battue | 0 sur moquette | 0 sur moquette | 0 sur moquette | 0 sur moquette | 0 sur moquette | 0 sur moquette |

## Parcours dans les tournois duGrand Chelem

### Victoire (1)
| Année | Tournoi       | Adversaire en finale | Score         |
| 1998  | Roland-Garros | Àlex Corretja        | 6-3, 7-5, 6-3 |

### Finale (1)
| Année | Tournoi          | Adversaire en finale | Score         |
| 1997  | Open d'Australie | Pete Sampras         | 2-6, 3-6, 3-6 |

### En simple
| Année | Open d'Australie | Open d'Australie | Internationaux de France | Internationaux de France | Wimbledon       | Wimbledon     | US Open         | US Open          |
| ----- | ---------------- | ---------------- | ------------------------ | ------------------------ | --------------- | ------------- | --------------- | ---------------- |
| 1996  | 1er tour (1/64)  | A. Medvedev      | 2e tour (1/32)           | S. Edberg                | 1er tour (1/64) | P. Bouteyre   | 2e tour (1/32)  | J. Siemerink     |
| 1997  | Finale           | P. Sampras       | 2e tour (1/32)           | A. Portas                | 2e tour (1/32)  | R. Reneberg   | 1er tour (1/64) | G. Raoux         |
| 1998  | 2e tour (1/32)   | R. Fromberg      | Victoire                 | À. Corretja              | 2e tour (1/32)  | H. Arazi      | 1/2 finale      | M. Philippoussis |
| 1999  | 1er tour (1/64)  | N. Kiefer        | 1/8 de finale            | A. Agassi                | 2e tour (1/32)  | J. Courier    | 2e tour (1/32)  | N. Escudé        |
| 2000  | —                | —                | 1er tour (1/64)          | H. Gumy                  | 1er tour (1/64) | R. Schüttler  | 1/8 de finale   | T. Martin        |
| 2001  | 1/4 de finale    | S. Grosjean      | 2e tour (1/32)           | D. Sánchez               | 2e tour (1/32)  | G. Ivanišević | 3e tour (1/16)  | A. Clément       |
| 2002  | 2e tour (1/32)   | R. Schüttler     | 3e tour (1/16)           | G. Cañas                 | —               | —             | 2e tour (1/32)  | J.-M. Gambill    |
| 2003  | 2e tour (1/32)   | M. Fish          | 1/4 de finale            | M. Verkerk               | —               | —             | 1/8 de finale   | Y. El Aynaoui    |
| 2004  | —                | —                | 1/4 de finale            | G. Coria                 | 1/8 de finale   | L. Hewitt     | 3e tour (1/16)  | O. Rochus        |
| 2005  | 1er tour (1/64)  | G. García-López  | 1/8 de finale            | R. Federer               | —               | —             | 2e tour (1/32)  | D. Sanguinetti   |
| 2006  | 1er tour (1/64)  | A. Pavel         | 3e tour (1/16)           | N. Davydenko             | —               | —             | 3e tour (1/16)  | J. Blake         |
| 2007  | 1er tour (1/64)  | J. Blake         | 1/4 de finale            | R. Nadal                 | 1er tour (1/64) | T. Henman     | 1/4 de finale   | N. Djokovic      |
| 2008  | 1er tour (1/64)  | S. Koubek        | 1er tour (1/64)          | E. Schwank               | —               | —             | 2e tour (1/32)  | J.-W. Tsonga     |
| 2009  | 1er tour (1/64)  | E. Korolev       | —                        | —                        | —               | —             | —               | —                |
| 2010  | 1er tour (1/64)  | I. Marchenko     | —                        | —                        | —               | —             | —               | —                |

N.B. : à droite du résultat se trouve le nom de l'ultime adversaire.

### En double
| Année | Open d'Australie                                                                           | Open d'Australie | Internationaux de France | Internationaux de France | Wimbledon | Wimbledon | US Open | US Open |
| ----- | ------------------------------------------------------------------------------------------ | ---------------- | ------------------------ | ------------------------ | --------- | --------- | ------- | ------- |
| 2001  | 1/4 de finale N. Lapentti \|\| style="text-align:left;" \| J. Gimelstob S. Humphries       | —                | —                        | —                        | —         | —         | —       |         |
| 2002  | 1er tour (1/32) À. Corretja \|\| style="text-align:left;" \| J. I. Carrasco Á. López Morón | —                | —                        | —                        | —         | —         | —       |         |
| 2003  | 1er tour (1/32) Á. López Morón \|\| style="text-align:left;" \| E. Ferreira B. MacPhie     | —                | —                        | —                        | —         | —         | —       |         |
| 2004  | —                                                                                          | —                | —                        | —                        | —         | —         | —       | —       |
| 2005  | —                                                                                          | —                | —                        | —                        | —         | —         | —       | —       |
| 2006  | 1er tour (1/32) M. Zabaleta \|\| style="text-align:left;" \| A. Fisher J. Gimelstob        | —                | —                        | —                        | —         | —         | —       |         |

N.B. : le nom du ou de la partenaire se trouve sous le résultat ; le nom des ultimes adversaires se trouve à droite.

## Parcours dans lesMasters 1000
| Année | Indian Wells                   | Miami                     | Monte-Carlo              | Rome                        | Hambourg puis Madrid        | Canada                  | Cincinnati               | Stuttgart puis Madrid puis Shanghai | Paris                    |
| ----- | ------------------------------ | ------------------------- | ------------------------ | --------------------------- | --------------------------- | ----------------------- | ------------------------ | ----------------------------------- | ------------------------ |
| 1996  | —                              | —                         | 1/8 de finale T. Muster  | 1/8 de finale W. Ferreira   | 1/8 de finale I. Kafelnikov | —                       | —                        | 1er tour G. Rusedski                | 1/8 de finale T. Enqvist |
| 1997  | 1/8 de finale M. Philippoussis | 3e tour M. Tillström      | 1/2 finale M. Ríos       | 1/8 de finale À. Corretja   | 2e tour T. Haas             | —                       | —                        | 2e tour T. Martin                   | 2e tour T. Woodbridge    |
| 1998  | 1/8 de finale G. Rusedski      | 3e tour T. Henman         | Victoire C. Pioline      | 1/8 de finale B. Steven     | 1er tour T. Haas            | —                       | 2e tour J. Golmard       | 2e tour Bo. Becker                  | 2e tour J. Stoltenberg   |
| 1999  | Finale M. Philippoussis        | 1/8 de finale S. Grosjean | 1/4 de finale J. Golmard | 1/8 de finale F. Squillari  | 1/2 finale M. Ríos          | —                       | 1er tour C. Pioline      | —                                   | 2e tour J. Courier       |
| 2000  | 1er tour L. Hewitt             | 2e tour P. Sampras        | 2e tour S. Schalken      | 2e tour M. Norman           | 1er tour J. C. Ferrero      | —                       | 2e tour J. Björkman      | 1er tour D. Hrbatý                  | 1er tour F. Santoro      |
| 2001  | 2e tour S. Grosjean            | 1/8 de finale I. Ljubičić | 2e tour T. Haas          | 1er tour À. Corretja        | 1er tour M. Ríos            | 2e tour A. Roddick      | 2e tour I. Ljubičić      | 1er tour N. Lapentti                | 1er tour I. Ljubičić     |
| 2002  | 1er tour L. Hewitt             | 2e tour F. González       | Finale J. C. Ferrero     | 1/4 de finale T. Haas       | 2e tour M. Mirnyi           | 2e tour M. Ríos         | Victoire L. Hewitt       | 1/8 de finale J. Novák              | 1/2 finale M. Safin      |
| 2003  | 1/8 de finale J. Blake         | Finale A. Agassi          | 1/2 finale G. Coria      | 1/8 de finale I. Kafelnikov | 2e tour R. Nadal            | 1er tour A. Clément     | 1er tour F. Santoro      | 1/8 de finale F. López              | —                        |
| 2004  | 2e tour I. Labadze             | 1/4 de finale A. Roddick  | 1/2 finale R. Schüttler  | Victoire D. Nalbandian      | 1/4 de finale R. Federer    | 1/8 de finale N. Kiefer | 1/4 de finale A. Agassi  | —                                   | —                        |
| 2005  | 1/4 de finale A. Roddick       | 3e tour T. Johansson      | 1er tour M. Puerta       | 1er tour P. Starace         | —                           | 1er tour R. Nadal       | 1/8 de finale R. Ginepri | 2e tour T. Robredo                  | —                        |
| 2006  | 2e tour M. Safin               | 3e tour A. Calleri        | 1er tour F. González     | 1er tour R. Nadal           | 1er tour J. Blake           | 1/8 de finale A. Murray | 1er tour D. Ferrer       | 1er tour J. I. Chela                | —                        |
| 2007  | 1/8 de finale D. Ferrer        | 2e tour F. Santoro        | 1er tour M. Youzhny      | 1er tour M. Baghdatís       | 1/2 finale R. Federer       | 1er tour M. Baghdatís   | 1/4 de finale L. Hewitt  | 2e tour J. C. Ferrero               | 2e tour D. Nalbandian    |
| 2008  | 3e tour J. Blake               | 3e tour P.-H. Mathieu     | 1er tour S. Querrey      | 1er tour F. Verdasco        | 1/4 de finale R. Nadal      | 1er tour T. Haas        | 1/4 de finale A. Murray  | 1er tour P. Kohlschreiber           | —                        |
| 2009  | —                              | —                         | —                        | —                           | —                           | —                       | —                        | —                                   | —                        |
| 2010  | 2e tour T. Bellucci            | —                         | —                        | —                           | 1er tour Be. Becker         | —                       | —                        | —                                   | —                        |

N.B. : sous le résultat se trouve le nom de l’ultime adversaire.

## Filmographie
- Torrente 2: Misión en Marbella (il joue un professeur de tennis)